# Chödöö nuur
Chödöö nuur (mong. Хөдөө нуур) – słodkowodne jezioro w środkowej Mongolii, w ajmaku północnochangajskim, w górach Changaj. Leży na terenie Parku Narodowego Chorgo-Terchijn Cagaan nuur.
Jezioro słodkowodne o powierzchni 11 km², głębokości do 3,1 m, długości do 5,4 km i szerokości 3,4 km. Leży na wysokości 2060 m n.p.m. Długość linii brzegowej wynosi 15,6 km, a objętość 0,02 km³. Latem wody akwenu osiągają temperaturę do 19°С, zimą pokrywa lodowa trwa przez 7 miesięcy, od października do kwietnia, a jej grubość przekracza lekko 1 m. 
Bezpośrednio pod osadami dennymi znajdują się granity we wschodniej części jeziora, a gabra w zachodniej. 
Jezioro Chödöö nuur leży 0,5 km na zachód od znacznie większego Terchijn Cagaan nuur, a oba są pozostałością po jeszcze rozleglejszym akwenie tzw. PaleoTerchijn Cagaan nuur, które powstało w wyniku odcięcia koryta rzeki przez gorącą lawę spływającą z pobliskiego wulkanu Chorgo ok. 8,7 tys. lat temu. To paleojezioro zaczęło się zmniejszać, gdy jego wody zaczęły tworzyć odpływ, żłobiąc głęboki kanion w wulkanicznym plateau, co skutkowało powstaniem rzeki Suman gol, wynurzeniem części dawnego dna i ukształtowaniem obu dzisiejszych jezior. 